# Casa de las Princesas
La Casa de las Princesas es un edificio de carácter privado del siglo XV aunque muy reformado posteriormente ubicado en la localidad española de Reinosa (Cantabria), en la plaza de Juan XXIII junto a la iglesia de San Sebastián, la cual es un Bien de Interés Cultural.
En 2013 se practicó la demolición de la cubierta y del interior del edificio como consecuencia del pésimo estado en el que se encontraba (la última vez que se reformó el inmueble fue en los años 1940), guardándose sus piedras para poder levantar futuramente un edificio idéntico.

## Historia
Este histórico edificio debe su nombre a un hecho histórico que tuvo lugar aquí en 1497, ya que fue el lugar donde Juan de Aragón, hijo de los Reyes Católicos (Isabel I de Castilla y Fernando II de Aragón), recibió a la que sería su esposa, Margarita de Austria, hermana de Felipe el Hermoso.

## Descripción
Tiene tres fachadas de sillería que dan a la plaza Díez Vicario (sur), la calle Mayor (oeste), y la plaza Juan XXIII (norte). Presenta planta rectangular y tiene dos pisos, con tejado a dos aguas. Lo más destacable es la rejería de las ventanas, decorada con relieves de bustos femeninos, lo que la daría nombre. También posee en su esquina suroeste un escudo nobiliario.